# Andrena mitakensis
Andrena mitakensis är en biart som beskrevs av Hirashima 1963. Andrena mitakensis ingår i släktet sandbin, och familjen grävbin. Inga underarter finns listade i Catalogue of Life.